# Ungarische Badmintonmeisterschaft 2022
Die Ungarische Badmintonmeisterschaft 2022 fand am 5. und 6. Februar 2022 in Pécs statt.

## Sieger und Platzierte
| Disziplin    | Gold                              | Silber                      | Bronze                       |
| ------------ | --------------------------------- | --------------------------- | ---------------------------- |
| Herreneinzel | Gergő Pytel                       | Kristóf Tóth                | Ákos Mórocz                  |
| Herreneinzel | Gergő Pytel                       | Kristóf Tóth                | Bálint Pápai                 |
| Dameneinzel  | Vivien Sándorházi                 | Daniella Gonda              | Ágnes Kőrösi                 |
| Dameneinzel  | Vivien Sándorházi                 | Daniella Gonda              | Tánya Tamara Vetor           |
| Herrendoppel | Zoltán Kereszti József Mester     | Csanád Horváth Kristóf Tóth | Bene Kiss Barnabás Tóth      |
| Herrendoppel | Zoltán Kereszti József Mester     | Csanád Horváth Kristóf Tóth | Balázs Pápai Bálint Pápai    |
| Damendoppel  | Bianka Bukoviczki Fanni Kiss      | Nóra Hircze Dóra Kömives    | Hédi Dorozsmai Míra Mészáros |
| Damendoppel  | Bianka Bukoviczki Fanni Kiss      | Nóra Hircze Dóra Kömives    | Petra Mészáros Nikol Vetor   |
| Mixed        | Kristóf Horváth Vivien Sándorházi | Keán Kígyós Nikol Vetor     | Marcell Elek Petra Mészáros  |
| Mixed        | Kristóf Horváth Vivien Sándorházi | Keán Kígyós Nikol Vetor     | David Palfi Vanda Hajdinak   |